# بخش مرکزی شهرستان بیله‌سوار
بخش مرکزی شهرستان بیله‌سوار یکی از بخش‌های تابعه شهرستان بیله‌سوار در استان اردبیل ایران است.
بیله سوار همچنین نام شهری در جمهوری آذربایجان می‌باشد.

## تقسیمات کشوری
- بخش مرکزی شهرستان بیله‌سوار
  - دهستان گوگ تپه

### شهرها
1. بیله‌سوار
2. بابک شهر

## جمعیت
بنابر سرشماری مرکز آمار ایران، جمعیت بخش مرکزی شهرستان بیله سوار در سال ۱۳۹۵ برابر با ۲۹۱۱۱ نفر بوده‌است.